# Chalcomitra balfouri
El suimanga de Socotora (Chalcomitra balfouri) es una especie de ave paseriforme de la familia Nectariniidae endémica de la isla de Socotora.

## Distribución y hábitat
Se encuentra únicamente en las zonas de matorral xerófilo de Socotra, una isla del océano Índico noroccidental, frente al Cuerno de África.